# Vallepietra
Vallepietra è un comune italiano di 226 abitanti della città metropolitana di Roma Capitale nel Lazio. Il paese medievale è situato tra i monti Simbruini, in prossimità del confine con l'Abruzzo (provincia dell'Aquila) e ai limiti settentrionali della provincia di Frosinone. Nel territorio comunale si trova il santuario della Santissima Trinità.

## Geografia fisica

### Territorio

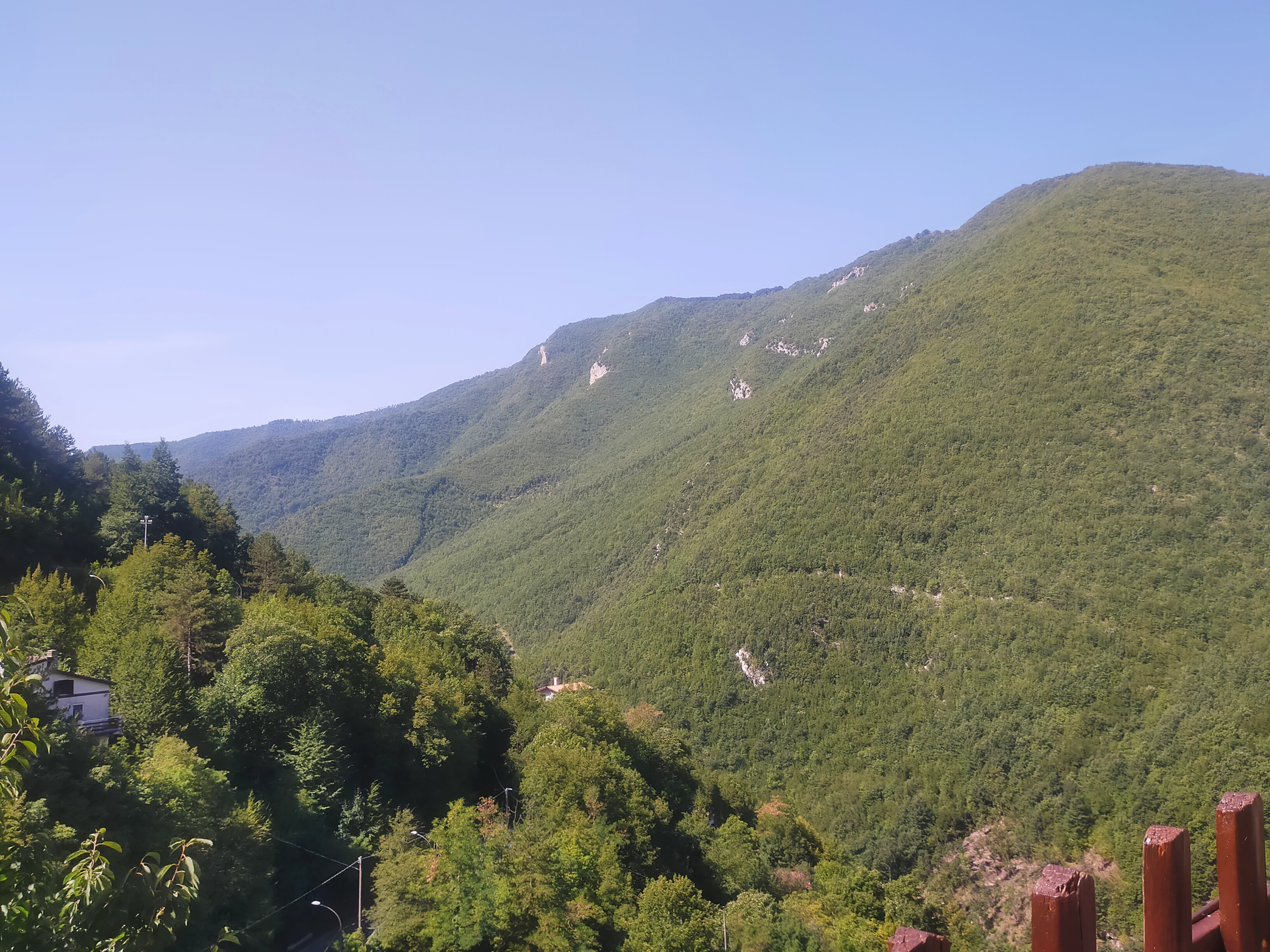
Monti Simbruini visti da Vallepietra

Sorge al centro dell'Appennino centrale ad un'altitudine di 825 m s.l.m., arroccato su uno sperone del monte Faito. A meno di 100 metri dal fondo della profonda valle del Simbrivio, è incorniciata dal versante sud-occidentale dei monti Simbruini con montagne alte fino a 2000 metri, come i monti Tarino, Tarinello, Autore e Tagliata (parco naturale regionale Monti Simbruini). A sud oltre la linea di cresta spartiacque è posta la valle di Trevi nel Lazio, Filettino e Campo Staffi, nella provincia di Frosinone. Le estreme propaggini del centro abitato vanno da un'altitudine di 772 metri sino agli 880, tutti concentrati tra viuzze e piazzette con il municipio, posto nella piazza principale (piazza Italia), a 825 m s.l.m.

#### Orografia
Il territorio comprende 4 cime più alte della provincia di Roma, e tra le più alte del Lazio, tra cui Monte Autore (1853 m s.l.m.), Monte Tarino (cima condivisa con Filettino (FR) (1959), Monte Tarinello (1844), Colle della Tagliata (gruppo del Monte Autore) (1670) dove è situato il santuario della Santissima Trinità (1240).
Il paese è posto sul versante settentrionale del Monte Faito (1442), propaggine settentrionale di Monte Tarino ed è esposto al versante meridionale del Monte Autore, oltre il quale si trova la nota località sciistica appenninica di Monte Livata (1370), verso occidente, e ad est, ben più in alto, i campi della Monna dell'orso (1700); il paese è esposto anche al versante occidentale del Monte Trinello (1742) e del colle della Tagliata (1670) oltre i quali si estende il "Campo della Pietra" (1400/1550), set del celebre film "Lo chiamavano Trinità" assieme a "Camposecco".
Tra il versante nord-orientale del monte Tarino e la vetta del monte Tarinello, si apre una conca a una quota di circa 1800 metri ricca di numerosissimi nevai; proprio a ridosso del versante nord-orientale del Tarino si trova il "pozzo della neve", un punto in cui la neve si conserva durante tutto l'arco dell'anno. I versanti delle montagne che fanno da pendici della valle del Simbrivio, sono costituiti da un dislivello che va dai 600 ai 1000 metri ed estremamente ripidi, in alcuni punti quasi a strapiombo.
Gli amanti della montagna non possono fare a meno di visitare tali luoghi, che specialmente in serene giornate di inverno offrono spazi incontaminati brulicanti di boschi e distese erbose, che coperti di neve e immobilizzati dal gelo offrono panorami nordici, tra i sentieri battuti, ricoperti di neve abbondante quasi quattro mesi l'anno, incorniciati dalle fronde ghiacciate degli alberi stanchi, carichi di neve, ci si imbatte in scenari suggestivi, incontrando animali selvaggi quali volpi, lupi e orsi.

#### Idrografia
Dall'arco montuoso della valle nascono e scorrono sette torrenti che forniscono acqua a moltissimi comuni, tanto da essere il bacino di sorgenti d'acqua più esteso d'Europa; il Simbrivio sorge 1100 metri di altitudine circa, ricevendo affluenti da tutta la valle e affluisce all'Aniene, che a sua volta solca l'omonima valle, attraversando i comuni di Subiaco, Tivoli e Roma. Una volta la diga Acea navigabile a fondo valle raccoglieva le acque del torrente.

#### Flora e fauna
Dal fondo valle a 750 metri, interamente coltivato negli 11 secoli dell'esistenza del paese, si sale agli 800 metri, arricchiti dal verde dei fitti boschi di latifoglie e conifere, oltre i 1300 metri i fitti boschi lasciano il posto ai radi pascoli erbosi e alle rocce nude rivestite di muschi e licheni.
Negli ultimi anni le specie animali stanno nuovamente aumentando grazie allo spopolamento del paese, e all'abbandono delle attività agricole e pastorizie a causa della migrazione nelle città come Roma, e le città dell'agro pontino. Sono presenti mammiferi erbivori come la Marmotta montana ad alte quote, onnivori come il cinghiale e l'orso Marsicano e carnivori come il tasso a fondo valle e il lupo appenninico, sono presenti rapaci come il falco pellegrino, l'aquila reale (esemplari presenti solo nel comune di Vallepietra, ormai scomparsi dalle zone appenniniche) e la Quagliana dalla coda rossa.

### Clima
Essendo situato ad un'altitudine montana ed essendo accerchiato da montagne molto elevate (che comportano un irradiamento solare, nel periodo invernale non superiore alle tre ore giornaliere), il paese presenta un clima ben più freddo da quello di zone alla sua stessa latitudine. La temperatura minima media nel mese più freddo (gennaio) è di −4 °C, mentre quella media massima non va oltre i 5 °C. Punte massime di freddo si possono verificare due o tre volte a inverno, in queste giornate la temperatura può scendere anche a −15 °C.
Come nella notte del 6 gennaio 1985 quando la temperatura scese sotto i −20 °C, oppure nelle prime ore mattutine di venerdì 17 dicembre 2010, quando la temperatura scese oltre i −15 °C. Le precipitazioni nevose sono molto comuni nei mesi freddi, sono da citare le nevicate del gennaio del 1985, le quali isolarono il paese privandolo di acqua, corrente elettrica, riscaldamenti e comunicazioni per più di 15 giorni, alla fine i viveri giunsero agli abitanti del paese attraverso rifornimenti aerei dell'esercito, e una nevicata del gennaio 2005 che portò oltre 150 cm. di neve. Nel mese più caldo (luglio) la temperatura media massima è di 24 °C, mentre quella minima di 16 °C, durante picchi di calore la temperatura può superare i 30 °C.

## Storia

### Simboli
La blasonatura ufficiale dello stemma di Vallepietra è la seguente:

La descrizione del gonfalone è la seguente:
Lo stemma è stato riconosciuto ufficialmente con decreto del Capo del Governo del 7 novembre 1941 e prevedeva, come da legislazione vigente al tempo, il Capo del Littorio.

## Monumenti e luoghi d'interesse

### Architetture religiose

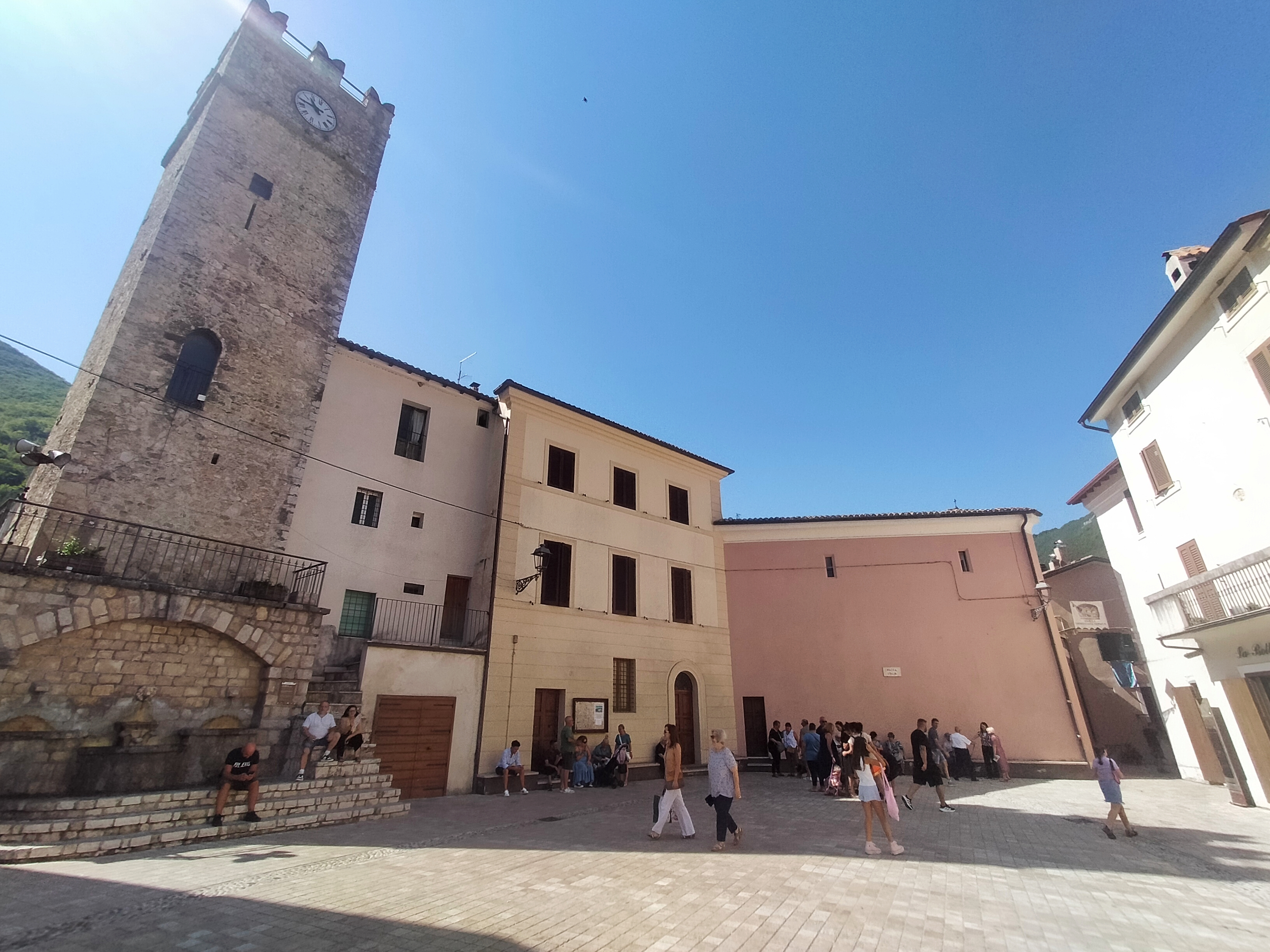
Torre Caetani in piazza Italia

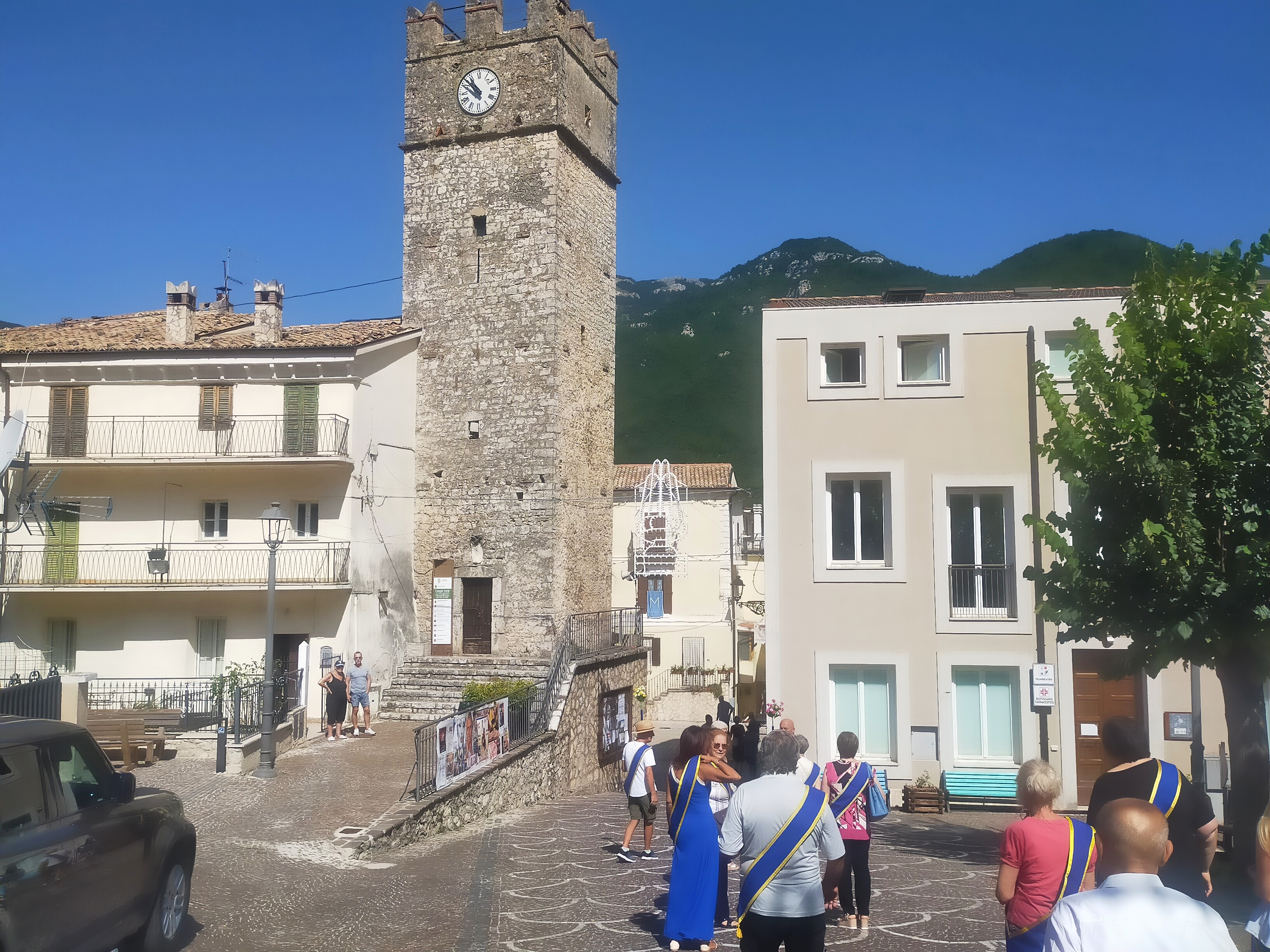
Il centro storico

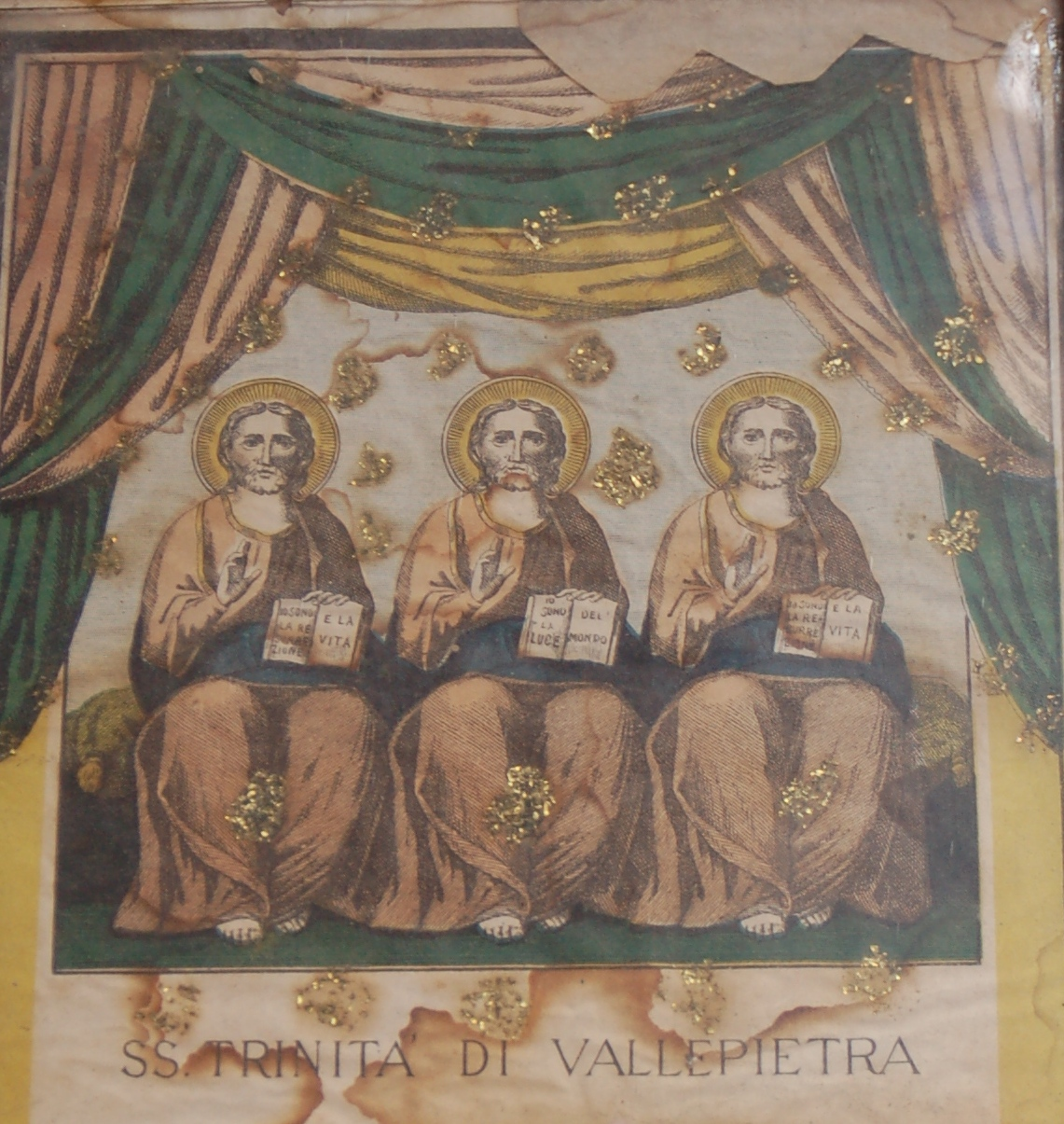
Quadro raffigurante la Santissima Trinità di Vallepietra

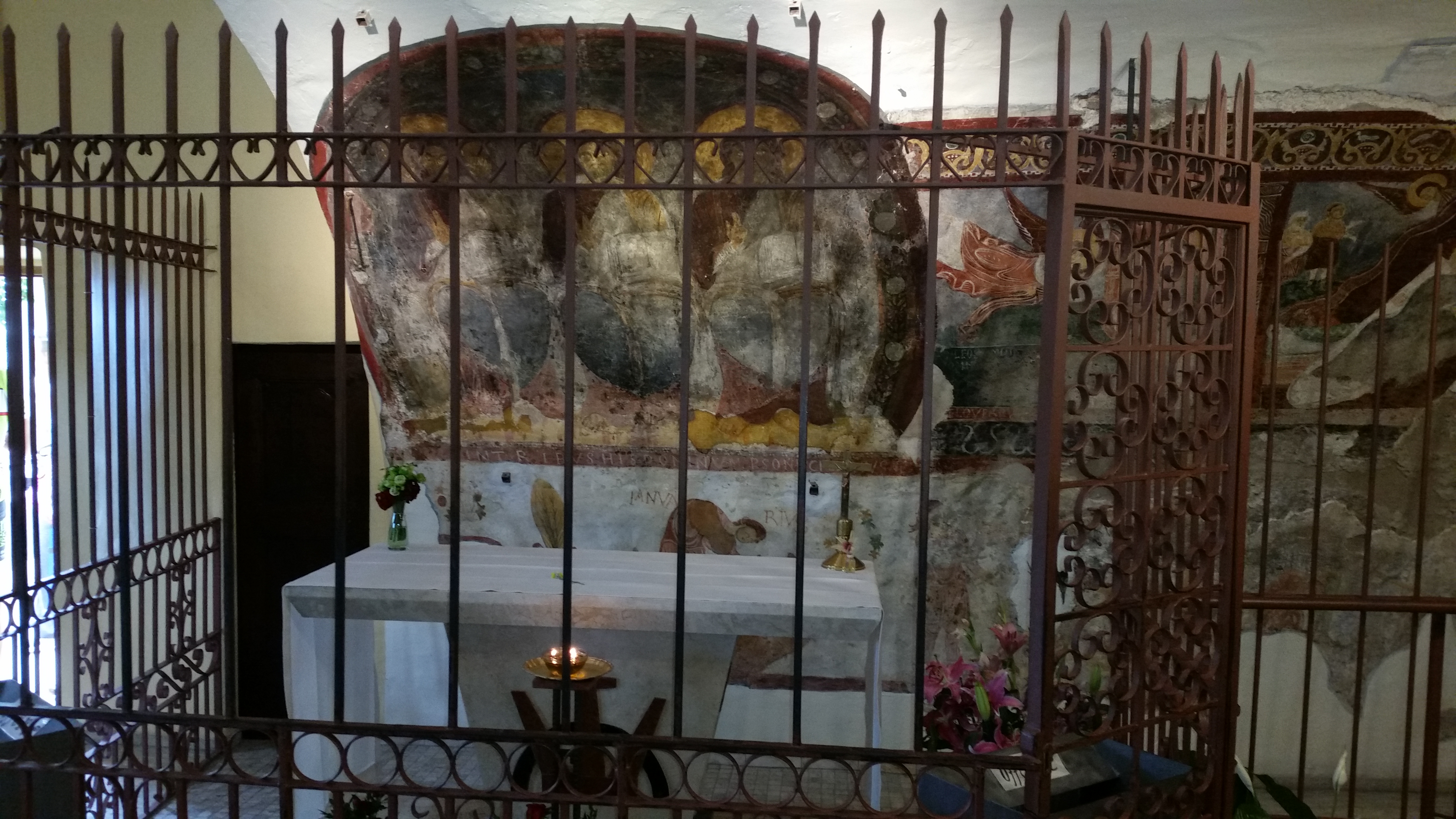
Interno del Santuario

Santuario della Santissima TrinitàL'edificio di culto più rilevante di Vallepietra è il santuario della Santissima Trinità (diocesi di Anagni-Alatri), probabile insediamento rupestre neolitico, luogo di antico culto popolare collegato agli insediamenti benedettini di Subiaco, ancor oggi meta di pellegrinaggi di intere comunità - spesso condotti a piedi. La sua collocazione ne fa il punto di convergenza di antichi percorsi di transumanza che collegavano i territori e le comunità montane di una parte rilevante delle odierne province di Roma, Frosinone e dell'Abruzzo marsicano, il che spiega la sua perdurante popolarità nonostante l'apparente isolamento del sito. Ancora oggi il santuario, che è parte di un eremo, è aperto solo dal 1º maggio al 31 ottobre. Il centro del culto popolare è un affresco della Trinità (detta popolarmente "la Santissima") databile attorno al XII secolo, che, come gli altri del santuario e delle sue catacombe, denota forti connotazioni bizantine. La festa della Santissima è mobile, cadendo la domenica dopo la Pentecoste, cioè circa 2 mesi (8 settimane) dopo Pasqua.
Chiesa di San Giovanni EvangelistaL'edificio sacro del XII secolo fu completamente rinnovato nel XVIII secolo con successivi restauri nel XIX, sopra il portale principale si può ammirare un affresco a lunetta che raffigura San Giovanni Evangelista. L'interno conserva la struttura settecentesca ad una navata e tre campate, coperte da volte a crociera affrescate, con un cielo azzurro stellato, probabilmente ottocentesco. La chiesa è stata ristrutturata nel 2010 e ospita un museo dedicato alla Santissima Trinità.

### Architetture militari
- Torre Caetani, collocata al centro del paese in piazza Italia.

### Aree naturali
- Parco naturale regionale Monti Simbruini
- Cammino di San Pietro Eremita
- Monte Autore
- Valle del Simbrivio

## Società

### Evoluzione demografica
Abitanti censiti

### Etnie e minoranze straniere
Secondo i dati ISTAT al 31 dicembre 2018 la popolazione straniera residente era di 9 persone.

## Cultura

### Musei
Nella chiesa di San Giovanni Evangelista è ospitato il museo della Santissima Trinità.

## Economia

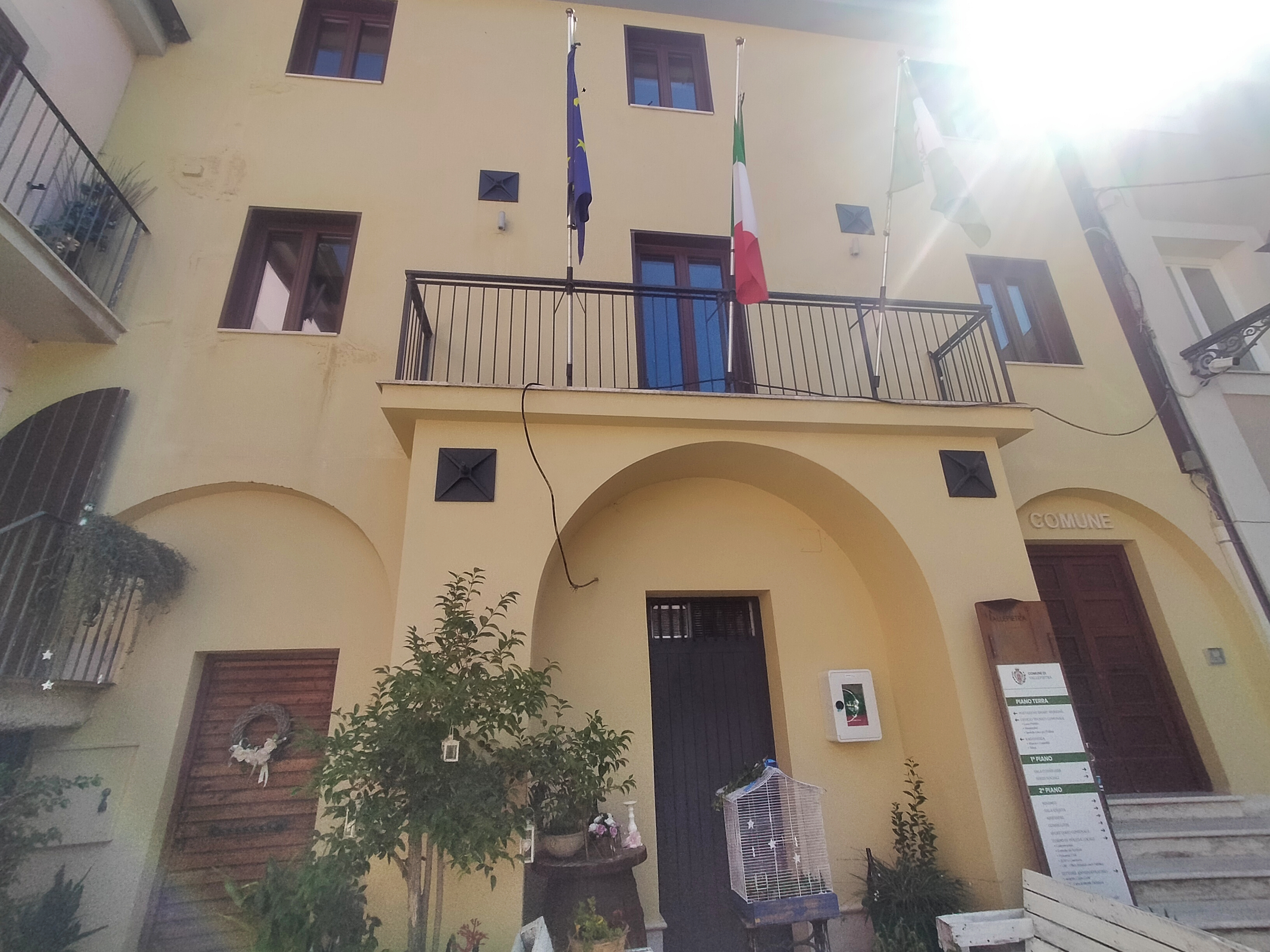
Municipio di Vallepietra

Il sostentamento principale della popolazione nei lunghi secoli della storia, consisteva nell'agricoltura praticata a fondo valle, basata principalmente su fagioli, farina di polenta, farina bianca, cavolfiori e più recentemente patate.
I mestieri tradizionali del paese erano quello del cerchiaio (produzione dei cerchi per le botti) e del carbonaro (fabbricazione di carbone vegetale). Un altro lavoro tradizionale dei valligiani era costituito dal costruire canestri di corteccia, da vendere poi sul mercato romano. A tal fine gli abitanti avevano l'uso civico sui boschi in origine compresi nel feudo. Tale uso civico, con le relative vertenze giudiziarie, rimase anche nel secondo dopoguerra.

## Amministrazione

### Altre informazioni amministrative
- Fa parte della Comunità montana dell'Aniene